# Margherita Costa

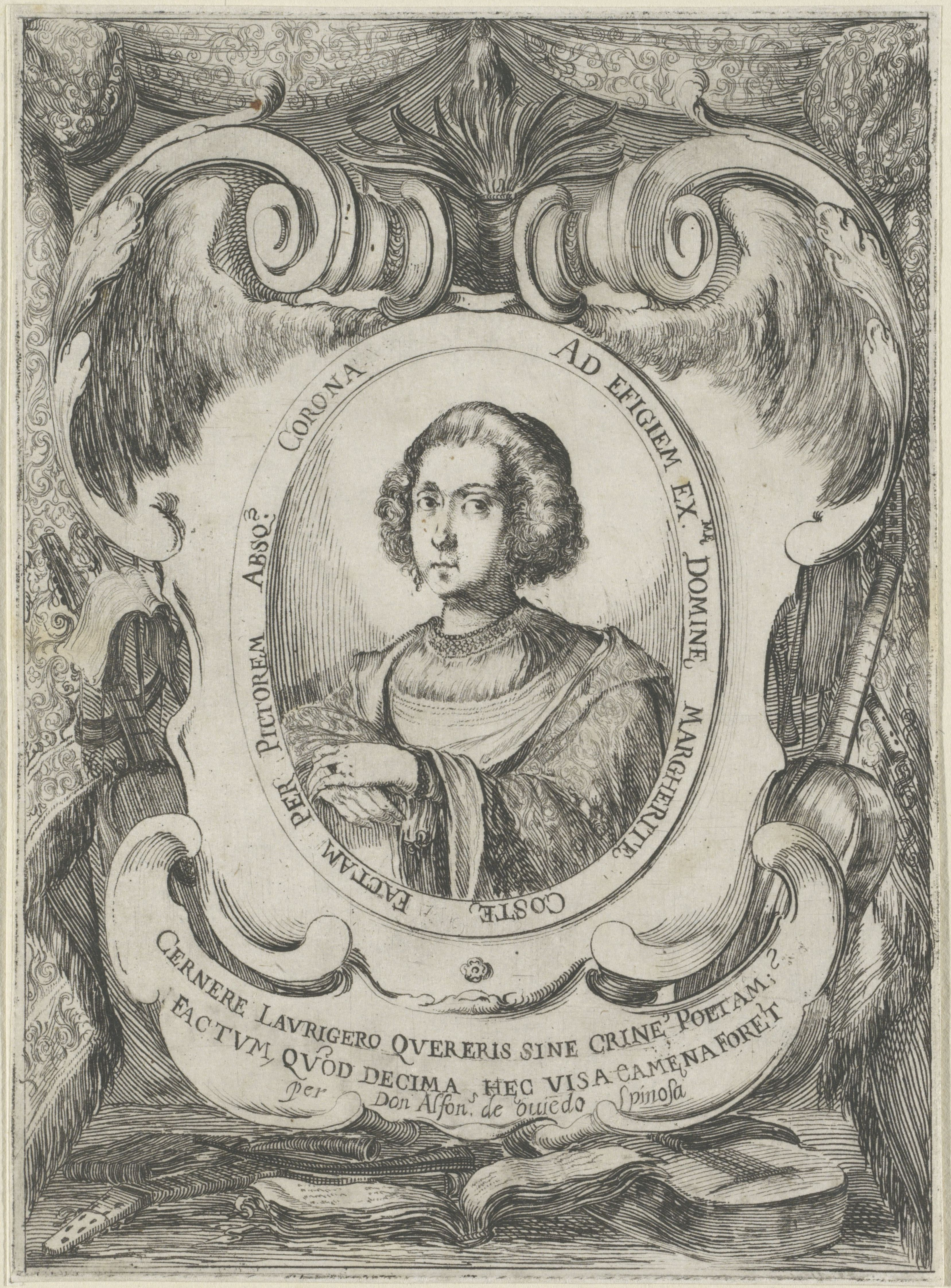
Margherita Costa

Margherita Costa, död efter 1657, var en italiensk operasångerska, pjäsförfattare, poet och feminist.  Hon har beskrivits som den första kvinnliga poet i Italien som använde sig av humor och satir.